# Mustapha Ghorbal
Mustapha Ghorbal (Arabisch: مصطفى غربال) (Oran, 19 augustus 1985) is een Algerijns voetbalscheidsrechter. Hij is in dienst van FIFA en CAF sinds 2014. Ook leidt hij sinds 2011 wedstrijden in de Ligue Professionnelle 1.
Op 11 juni 2011 leidde Ghorbal zijn eerste wedstrijd in de Algerijnse nationale competitie. Tijdens het duel tussen ASO Chlef en AS Khroub (2–0) trok de leidsman tweemaal de gele kaart. Zijn eerste interland floot hij op 6 september 2015, toen Libië met 1–2 verloor van Kaapverdië in een kwalificatiewedstrijd voor het AK 2017. Tijdens dit duel gaf Ghorbal twee gele kaarten.
In mei 2022 werd hij gekozen als een van de scheidsrechters die actief zouden zijn op het WK 2022 in Qatar.

## Interlands
| Datum            | Plaats                 | Wedstrijd                              | Uitslag            | Competitie           | Kreeg geel | Kreeg voor de tweede keer geel en dus rood | Weggestuurd |
| ---------------- | ---------------------- | -------------------------------------- | ------------------ | -------------------- | ---------- | ------------------------------------------ | ----------- |
| 6 september 2015 | Caïro, Egypte          | Libië – Kaapverdië                     | 1 – 2              | AK 2017 kwalificatie | 2          | 0                                          | 0           |
| 13 augustus 2017 | Cotonou, Benin         | Benin – Nigeria                        | 1 – 0              | Vriendschappelijk    | 3          | 1                                          | 0           |
| 19 januari 2018  | Tanger, Marokko        | Libië – Nigeria                        | 0 – 1              | Vriendschappelijk    | 4          | 0                                          | 0           |
| 24 januari 2018  | Agadir, Marokko        | Congo-Brazzaville – Angola             | 0 – 0              | Vriendschappelijk    | 4          | 0                                          | 0           |
| 9 september 2018 | Conakry, Guinee        | Guinee – Centraal-Afrikaanse Republiek | 1 – 0              | AK 2019 kwalificatie | 2          | 0                                          | 0           |
| 16 oktober 2018  | Khartoum, Soedan       | Soedan – Senegal                       | 0 – 1              | AK 2019 kwalificatie | 3          | 0                                          | 0           |
| 18 november 2018 | Addis Abeba, Ethiopië  | Ethiopië – Ghana                       | 0 – 2              | AK 2019 kwalificatie | 2          | 0                                          | 0           |
| 24 juni 2019     | Caïro, Egypte          | Ivoorkust – Zuid-Afrika                | 1 – 0              | AK 2019              | 4          | 0                                          | 0           |
| 30 juni 2019     | Caïro, Egypte          | Zimbabwe – Congo-Kinshasa              | 0 – 4              | AK 2019              | 4          | 0                                          | 0           |
| 5 juli 2019      | Caïro, Egypte          | Oeganda – Senegal                      | 0 – 1              | AK 2019              | 5          | 0                                          | 0           |
| 10 juli 2019     | Caïro, Egypte          | Senegal – Benin                        | 1 – 0              | AK 2019              | 3          | 0                                          | 1           |
| 14 november 2019 | Cape Coast, Ghana      | Ghana – Zuid-Afrika                    | 2 – 0              | AK 2021 kwalificatie | 1          | 0                                          | 0           |
| 25 juni 2021     | Doha, Qatar            | Bahrein – Koeweit                      | 2 – 0              | FIFA Arab Cup 2021   | 3          | 0                                          | 0           |
| 9 oktober 2021   | Agadir, Marokko        | Guinee – Soedan                        | 2 – 2              | WK 2022 kwalificatie | 5          | 0                                          | 0           |
| 16 november 2021 | Lagos, Nigeria         | Nigeria – Kaapverdië                   | 1 – 1              | WK 2022 kwalificatie | 2          | 0                                          | 0           |
| 9 januari 2022   | Yaoundé, Kameroen      | Kameroen – Burkina Faso                | 2 – 1              | AK 2021              | 3          | 0                                          | 0           |
| 29 maart 2022    | Diamniadio, Senegal    | Senegal – Egypte                       | 1 – 0 (3 – 1 n.s.) | WK 2022 kwalificatie | 7          | 0                                          | 0           |
| 25 november 2022 | Ar Rayyan, Qatar       | Nederland – Ecuador                    | 1 – 1              | WK 2022              | 1          | 0                                          | 0           |
| 30 november 2022 | Al Wakrah, Qatar       | Australië – Denemarken                 | 1 – 0              | WK 2022              | 3          | 0                                          | 0           |
| 24 maart 2023    | Radès, Tunesië         | Tunesië – Libië                        | 3 – 0              | AK 2023 kwalificatie | 2          | 0                                          | 0           |
| 18 juni 2023     | Butare, Rwanda         | Rwanda – Mozambique                    | 0 – 2              | AK 2023 kwalificatie | 3          | 0                                          | 0           |
| 9 september 2023 | Nouakchott, Mauritanië | Mauritanië – Gabon                     | 2 – 1              | AK 2023 kwalificatie | 5          | 1                                          | 1           |
| 21 november 2023 | Lomé, Togo             | Togo – Senegal                         | 0 – 0              | WK 2026 kwalificatie | 3          | 0                                          | 0           |
| 18 januari 2024  | Abidjan, Ivoorkust     | Ivoorkust – Nigeria                    | 0 – 1              | AK 2023              | 1          | 0                                          | 0           |
| 2 februari 2024  | Abidjan, Ivoorkust     | Congo-Kinshasa – Guinee                | 3 – 1              | AK 2023              | 3          | 0                                          | 0           |
| 8 juni 2024      | Douala, Kameroen       | Kameroen – Kaapverdië                  | 4 – 1              | WK 2026 kwalificatie | 3          | 0                                          | 0           |
| 19 november 2024 | Diamniadio, Senegal    | Senegal – Burkina Faso                 | 2 – 0              | AK 2025 kwalificatie | 2          | 0                                          | 0           |

Laatst bijgewerkt op 27 november 2024.